# Rosjusz Senecjo Anulinus
Rosjusz Senecjo Anulinus – postać z powieści Teodora Parnickiego Twarz księżyca, drugi mąż Mitroanii.

## Dzieciństwo
Datę urodzenia Anulina można określić jedynie w przybliżeniu. Parnicki podaje, że Anulinus był rówieśnikiem Kwintyliusza syna Ragona, co oznacza, że urodził się między rokiem 223-224. Był synem zarządcy iliryjskich dóbr wielkiego właściciela ziemskiego Rosjusza Witulusa. Cała jego rodzina zginęła podczas grabieży majątku przez bandę dardańskich górali. Chłopca znaleziono na pustkowiu i zabrano, ocalając tym samym od śmierci głodowej. W górskiej osadzie rozpoznano w nim syna zarządcy i byłby zginął z rąk znęcających się nad nim dzieci ze zbójeckiej osady, gdyby nie wziął go w obronę syn jednego z przywódców bandy, Ragona, Klaudiusz na prośbę swego młodszego brata Kwintyliusza.  Anulinus z wdzięczności nauczył obydwu braci łaciny, której uczył się u najlepszego gramatyka Ilirii. Jakiś czas potem na prośbę Klaudiusza jego ojciec wykupił Anulina, a Klaudiusz darował go bratu.

## Senator Anulinus
W 236 roku Rago wraz z młodą żoną, Mitroanią, synami i Anulinem przeniósł się do Naissus. Wkrótce po powrocie w dolinę Anulinus stał się dziedzicem olbrzymiego majątku. Chlebodawca jego ojca, magnat afrykański, Rosjusz Witulus, dowiedział się w tym czasie, że jego jedyny syn, zamiast pobierać nauki u filozofów w Rzymie, trwoni jego majątek na wyścigach rydwanów, obsypując pieniędzmi ojca swych kochanków – woźniców. Nakazał go więc porwać, wsadzić na okręt płynący do Chin, by tam wędrując w stroju buddyjskiego mnicha od świątyni do świątyni nabrał rozumu. Cały zaś swój majątek, poczuwając się do winy za śmierć jego rodziny, przekazał Anulinowi, licząc po cichu, że go tym zdeprawuje. Anulinus, by nie zawieść swego dobroczyńcy, rozdarował trzecią część majątku Kwintyliuszowi, a za jego pośrednictwem Mitroanii. W tym czasie został senatorem prowincjonalnym. Na początku lat 40. III wieku, poślubił wdowę po Ragonie, Mitroanię i adoptował jej syna Septymiusza Senecjona, od którego przyjął imię Senecjo.

## Mąż Mitroanii

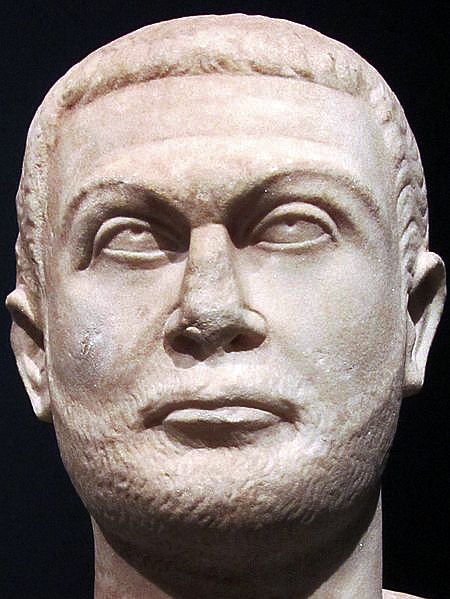
Syn niewolników Anulina Diokles

Jakiś czas później, w trakcie przygotowań cesarza Gordiana III do wyprawy przeciw Persom (244), namiestnik Ilirii Mozon (późniejszy cesarz Decjusz) postanowił użyć Mitroanii przeciw jej rzekomemu ojcu, królowi chorezmijskiemu, Wazamarowi. Według testamentu poprzedniego władcy jego następcą miał zostać potomek Arsacydy Chozroesa, a Wazamar był synem Sasanidy Ardaszyra. Mozon chciał, by Mitroania zamieszkała z Chozroesem i zaszła z nim w ciążę i by tego jej potomka przeciwstawić Wazamarowi. Anulinus próbował uchronić Mitroanię przed małżeństwem z Chozroesem przez ukrycie jej wśród chrześcijan. Tymczasem plan Mozona zagrażał w pierwszym rzędzie jego życiu. Aby Mitroania mogła wyjść za Chozroesa trzeba było by Anulinus umarł. Mitroanii udało się jednak przekonać Mozona, że może zgodnie z prawem chorezmijskim mieć dwóch mężów. Cały plan spełzł ostatecznie na niczym.
Anulinus nie chciał się dzielić żoną z nikim. Uważał, że przebywają w niej dwaj antagoniści, nienawidzący się wzajemnie i gotowi sobie zadać śmierć, by położyć kres udręce. Tropił ich, by pogodzić ich ze sobą. Mitroania była zdania, że Fortuna przeznaczyła Ragonidom wielkość. Anulinus sądził, że stwarza ona jedynie korzystne warunki do wielkości. Bawiąc się w Fortunę, wyzwolił swego niewolnika, notariusza Doklesa, którego syn miał zadatki wielkości. Chciał w ten sposób stworzyć rywala dla wielkości Ragonidów. W latach małżeństwa Anulinus obsesyjnie próbował wyjaśnić zagadkę wiecznego ognia w Mitreum Chozroesa, o którym opowiedziała mu żona. Opuszczając granice cesarstwa z obawy przed zemstą Aureliana (270), Mitroania zaprzysięgła męża, że zaniecha dalszych dociekań. Anulinus nie dotrzymał słowa i na starość popadł w obłęd, o którego spowodowanie młodszy Anulinus oskarżał matkę.

## Schyłek życia
Po ucieczce żony Anulinus zamieszkał w willi pod Saloną wybudowanej mu przez syna pasierba, Sykoriusza Pompejusza. Gromadził w niej, ukrywając je w schowkach, różne dokumenty, między innymi dowód na to, że Septymiusz Senecjo nie jest synem Mitroanii, a więc i Ragonidą. Po powrocie żony z Chorezmii w 275 roku, ukrył się przed nią z obawy o swe życie. Mitroania, która zamieszkała w jego willi, pisała do niego listy, na które nie otrzymywała odpowiedzi. Po wstąpieniu na tron Dioklecjana, syna swych dawnych niewolników, wystąpił przeciw uzurpatorowi i został w 287 stracony za bunt przeciw władcy.

## Potomstwo
Anulinus miał z Mitroanią dwoje dzieci:
- córkę Klaudię Mitroanię Anulinę, która zmarła w młodym wieku w połogu. Urodzona przez nią córka miała z małżeństwa z Minewriuszem córkę Minerwinę i młodszego od niej syna,

- syna Anulina młodszego – urodzonego około 254 roku[d], w dojrzałym wieku prokonsula prowincji Afryka[10][11].

## Odniesienia historyczne
O historycznym Anulinusie wiadomo jedynie ze źródeł do panowania cesarza Dioklecjana, że był senatorem rzymskim i właścicielem, będących niewolnikami, rodziców przyszłego cesarza. Zakłada się, że ich wyzwolił, skoro Dioklecjan urodził się jako człowiek wolny. Parnicki wykorzystał również informację, że w marcu 313 roku cesarz Konstantyn napisał list do prokonsula prowincji afrykańskich Anulina i uczynił go synem senatora.

## Związki rodzinne
|                                  |                                                        |                                                        |                                                     |                                                     |                  |                                      |                                      |                         |                         |                  |                  |
| Rago                             | Rago                                                   | Teuta                                                  | Teuta                                               |                                                     |                  |                                      |                                      |                         |                         |                  |                  |
|                                  |                                                        |                                                        |                                                     |                                                     |                  |                                      |                                      |                         |                         |                  |                  |
|                                  |                                                        |                                                        |                                                     | Wazamar                                             |                  |                                      |                                      |                         |                         |                  |                  |
|                                  |                                                        |                                                        |                                                     |                                                     |                  |                                      |                                      |                         |                         |                  |                  |
| Klaudiusz (cesarz 268-270)       | Klaudiusz (cesarz 268-270)                             | Kwintyliusz (cesarz 270)                               | Kwintyliusz (cesarz 270)                            | Mitroania                                           | Mitroania        |                                      |                                      |                         |                         | Anulinus         | Anulinus         |
|                                  | lub                                                    |                                                        |                                                     |                                                     |                  |                                      |                                      |                         |                         |                  |                  |
|                                  |                                                        | ∞ 1                                                    | ∞ 1                                                 | ∞ 1                                                 | ∞ 2              | ∞ 2                                  | ∞ 2                                  | ∞ 2                     | ∞ 2                     | ∞ 2              |                  |
|                                  |                                                        | (podmieniony?)                                         | (podmieniony?)                                      | (rzekomy)                                           | (rzekomy)        | (rzekomy)                            |                                      |                         |                         |                  | (podmieniony?)   |
|                                  | Septymiusz Senecjo ∞ 1. Aleksandra 2. matka Sykoriusza | Septymiusz Senecjo ∞ 1. Aleksandra 2. matka Sykoriusza | Konstancjusz wymieniony na Septyma (cesarz 306-307) | Konstancjusz wymieniony na Septyma (cesarz 306-307) |                  |                                      |                                      | Klaudia zmarła w połogu | Klaudia zmarła w połogu | Anulinus młodszy | Anulinus młodszy |
|                                  |                                                        |                                                        |                                                     |                                                     |                  |                                      |                                      |                         |                         |                  |                  |
|                                  | 1                                                      | 1                                                      | 2                                                   | 2                                                   |                  |                                      | adoptowany                           | adoptowany              |                         |                  |                  |
| Kwintus Bassus ∞ 5. żona Bassusa | Kwintus Bassus ∞ 5. żona Bassusa                       | król Chorezmu potem kapłan w Bosporze                  | król Chorezmu potem kapłan w Bosporze               |                                                     |                  | Sykoriusz Pompejusz ∞ 1. Proba 2. NN | Sykoriusz Pompejusz ∞ 1. Proba 2. NN | córka ∞ Minerwiusz      | córka ∞ Minerwiusz      |                  |                  |
|                                  |                                                        |                                                        |                                                     |                                                     |                  |                                      |                                      |                         |                         |                  |                  |
|                                  |                                                        |                                                        |                                                     |                                                     | 1                | 1                                    | 2                                    | 2                       |                         |                  |                  |
| Kwintus Senecjo                  | Kwintus Senecjo                                        | Gajus Basjanus                                         | Gajus Basjanus                                      | Sykoriusz Probus                                    | Sykoriusz Probus | młodsza córka zaręczona z Senecjonem | młodsza córka zaręczona z Senecjonem | Minerwina               | Minerwina               | młodszy brat     | młodszy brat     |